# グケシュ・ドマラジュ
グケシュ・ドマラジュ　(英語: Gukesh Dommaraju、2006年5月29日 - ）は、インド出身のチェスのグランドマスターで、第18代世界王者。
2024年12月、世界チェス選手権決勝で中国の丁立人を破ると、世界王者の座についた。18歳での優勝は、ガルリ・カスパロフの22歳の記録を抜き史上最年少。